# Waterworld (album)
Pour les articles homonymes, voir Waterworld (homonymie).
Waterworld est l'unique album studio de Leak Bros., sorti le 14 juillet 2004. 
Toutes les chansons sont consacrées au PCP.

## Liste des titres
| No  | Titre                                                              | Contient un (des) sample(s) de                         | Durée |
| --- | ------------------------------------------------------------------ | ------------------------------------------------------ | ----- |
| 1.  | PCP Ward (Intro) (Produit par DJ Mighty Mi)                        | Tohubohu Pt. I de Marc Moulin                          | 0:48  |
| 2.  | Got Wet (Produit par Camu Tao – Refrain : Yak Ballz)               |                                                        | 4:01  |
| 3.  | Waterworld (Produit par Camu Tao)                                  |                                                        | 4:41  |
| 4.  | See Thru (Produit par Mondee)                                      | Skull Session d'Oliver Nelson                          | 3:34  |
| 5.  | G.O.D. (Produit par J-Zone)                                        |                                                        | 4:20  |
| 6.  | Gimmesumdeath (Produit par RJD2)                                   | One Man Band de Monk Higgins featuring The Specialties | 4:15  |
| 7.  | Follow the Liters (Produit par Grimace)                            | Any Colour You Like de Pink Floyd                      | 2:54  |
| 8.  | Dead (Coproduit par DJ Mighty Mi et Camu Tao)                      | Suicide Kiss de Rolly                                  | 4:27  |
| 9.  | Druggie Fresh (Produit par Kool Mellow Max 165)                    | La Di Da Di de Doug E. Fresh et Slick Rick             | 2:38  |
| 10. | Delerium (Produit par Camu Tao)                                    |                                                        | 3:28  |
| 11. | Leakie Leak (skit) (featuring C-Rayz Walz – Produit par Blockhead) |                                                        | 0:26  |
| 12. | Stargate (Produit par DJ Mighty Mi)                                |                                                        | 2:01  |
| 13. | Submerged (Produit par El-P)                                       |                                                        | 3:27  |
| 14. | Outro (Produit par Emz)                                            | Angel Dust de Gil Scott-Heron et Brian Jackson         | 0:48  |